# Javier Rodríguez Pérez
Javier Rodríguez Pérez (O Porriño, 22 aprile 1979) è un ex cestista e allenatore di pallacanestro spagnolo.

## Carriera
Con la Spagna ha disputato i Giochi del Mediterraneo di Tunisi 2001.